# Departamentul Plateaux, Republica Congo
Departamentul Plateaux este una dintre cele 12 unități administrativ-teritoriale de gradul I ale Republicii Congo. Reședința sa este orașul Djambala.